# HMS Negro (1916)
HMS Negro là một tàu khu trục lớp Admiralty M phục vụ cùng Hải quân Hoàng gia Anh trong Chiến tranh thế giới thứ nhất. Tàu được hạ thủy vào ngày 8 tháng 3 năm 1916, và bị chìm sau một vụ va chạm với HMS Hoste (1916) ở Biển Bắc vào ngày 21 tháng 12 năm 1916. Đây là chiếc tàu chiến thứ hai của Hải quân Hoàng gia mang tên "Negro", chiếc đầu tiên là HMS Negro (1813).

## Thiết kế và chế tạo
Chiến tranh thế giới thứ nhất bùng nổ buộc Hải quân Anh phải đẩy mạnh việc đóng mới các tàu khu trục để bù đắp cho tổn thất dự kiến trong chiến tranh. Để đáp ứng yêu cầu này, Anh đã cho xuất hàng loạt đơn đặt hàng quy mô lớn, trong đó các thiết kế có sẵn như lớp M được ưu tiên chọn để nhằm tối ưu hóa tiến độ thi công và rút ngắn thời gian đóng tàu. Negro được đóng theo đợt đặt hàng tàu chiến thứ hai của Anh trong Thế chiến I (Second War Programme) vào đầu tháng 11 năm 1914. Quá trình đóng được khởi công tại xưởng đóng tàu của Công ty Palmers Shipbuilding & Iron ở Jarrow, với việc đặt lườn vào tháng 1 năm 1915. Tàu được hạ thủy vào ngày 8 tháng 3 năm 1916 và hoàn tất vào tháng 5 cùng năm.
Lớp M là một phiên bản có sự cải tiến về kỹ thuật so với lớp Laforey trước đó. Về thông số kỹ thuật, các tàu lớp này có tải trọng choán nước 971 tấn Anh (987 t), chiều dài chung 273 foot 4 inch (83,3 m), mạn thuyền rộng 26 foot 8 inch (8,1 m) và tầm nước tối đa 9 foot 8 inch (2,9 m). Các tàu được lắp ba động cơ tuabin hơi nước Parsons cấp từ bốn nồi hơi Yarrow, mỗi tuabin dẫn động một trục chân vịt cho phép có công suất 25.000 mã lực càng (19.000 kW) để đạt tốc độ tối đa 34 hải lý trên giờ (63 km/h; 39 mph). Chúng cũng có thể mang theo tối đa 237 tấn Anh (241 t) nhiên liệu, cho phép có tầm xa hoạt động 2.100 hải lý (3.900 km; 2.400 mi) khi di chuyển ở tốc độ đường trường 15 hải lý trên giờ (28 km/h; 17 mph). Thủy thủ đoàn tiêu chuẩn bao gồm 76 sĩ quan và thủy thủ.
Negro được trang bị ba pháo đơn QF 4 inch (102 mm) Mark IV cùng hai pháo phòng không QF 1,5 pounder (37 mm). Về sau, pháo phòng không được thay thế bằng cặp pháo QF 2 pounder (40 mm). Ngoài ra, tàu được lắp thêm hai bệ phóng ngư lôi đôi cỡ 21 inch (533 mm) đặt trên boong.

## Lịch sử hoạt động
Khi Negro nhập biên chế cùng hạm đội, nó được xếp vào Tiểu hạm đội Tàu khu trục 13 của Hạm đội Grand Fleet. Do mới hoàn tất việc đóng vào cuối tháng 5 năm 1916, con tàu không kịp tham gia hải chiến Jutland cùng hạm đội diễn ra từ ngày 31 tháng 5 đến 1 tháng 6. Tuy nhiên, Negro tham gia hộ tống Warspite bị hư hại trở về căn cứ Rosyth sau hậu chiến. Vào ngày 18 tháng 8 năm 1916, trước động thái xuất kích của Hạm đội Biển khơi Đức ra Biển Bắc, Hạm đội Grand Fleet của Anh cũng được điều động ra khơi để sẵn sàng ứng phó. Dù vậy, hai bên không giao chiến do Đức quyết định rút lui sớm, nhưng trên đường trở về, tàu tuần dương hạng nhẹ Anh Falmouth bị tàu ngầm U-66 của Đức phóng ngư lôi trúng hai lần vào lúc 16 giờ 52 phút. Mặc dù ba tàu khu trục: Negro, Pasley và Pelican được điều động đến hỗ trợ Falmouth, và lực lượng hộ tống được tăng cường tổng lên đến chín tàu khu trục, tuy nhiên, Falmouth vẫn bị chiếc U-63 khác của Đức tấn công, trúng thêm hai quả ngư lôi vào trưa ngày 20 tháng 8. Cuối cùng, con tàu không thể trụ vững và chìm vào lúc 08 giờ 10 phút sáng ngày 21 tháng 8 năm 1916, gần khu vực Flamborough Head.
Ngày 19 tháng 12 năm 1916, Hạm đội Grand Fleet rời căn cứ tại Scapa Flow để tiến hành một cuộc diễn tập ngoài khơi giữa vùng biển Shetland và Na Uy. Đến sáng hôm sau, Hoste dẫn đầu hạm đội gặp trục trặc ở hệ thống bánh lái khi đang di chuyển tốc độ cao, suýt gây va chạm với các tàu khác. Sau đó, Hoste được lệnh tách khỏi hạm đội để quay về Scapa Flow, và Negro được chỉ thị theo sau hộ tống. Tuy nhiên, vào khoảng 1 giờ 30 phút sáng ngày 21 tháng 12, trong điều kiện thời tiết khắc nghiệt, gió lớn và sóng mạnh, bánh lái của Hoste bị kẹt khiến con tàu bất ngờ rẽ sang trái. Khi đó, Negro đang chạy ngay phía sau cách khoảng 400 thước Anh (370 m) không kịp tránh nên đã đâm vào Hoste. Cú va chạm khiến Hoste làm rơi và kích nổ hai quả bom chống tàu ngầm, phá hỏng cả Hoste lẫn Negro, trong đó Negro bị thủng đáy và ngập nước ở phòng máy. Ngay sau đó, Negro bị hư hỏng nặng sau vụ va chạm và nhanh chóng chìm. Dù cho có tàu khu trục Marmion nỗ lực cứu hộ, nhưng tổng 51 sĩ quan và thủy thủ của Negro đã thiệt mạng. Trong khi đó, Hoste được hai tàu khu trục Marmion và Marvel cố gắng kéo về căn cứ ở Scapa Flow. Tuy nhiên, sau ba giờ, con tàu cũng bắt đầu có dấu hiệu chìm. Trong điều kiện thời tiết xấu và biển động mạnh, Marvel vẫn áp sát mạn tàu của Hoste để cứu thủy thủ đoàn. Dù phần mũi tàu bị hư hỏng do va chạm, nó đã cứu được 134 người, chỉ có 4 thủy thủ không kịp thoát trước khi tàu chìm hoàn toàn.
Vào tháng 8 năm 2023, xác tàu của Hoste và Negro được tìm thấy dưới đáy biển. Trong đó, Negro nằm ở độ sâu khoảng 100 mét về phía đông bắc đảo Fair Isle và thân con tàu bị gãy thành hai phần nằm gần nhau. Chiếc chuông tàu của Negro là căn cứ xác thực giúp nhận dạng chính xác con tàu.